# Steindachnerina bimaculata
Steindachnerina bimaculata är en fiskart som först beskrevs av Steindachner, 1876.  Steindachnerina bimaculata ingår i släktet Steindachnerina och familjen Curimatidae. Inga underarter finns listade i Catalogue of Life.